# Pseudostenophylax dorsoproceris
Pseudostenophylax dorsoproceris är en nattsländeart som beskrevs av Charles William Leng och Yang in Yang, Wang 1997. Pseudostenophylax dorsoproceris ingår i släktet Pseudostenophylax och familjen husmasknattsländor. Inga underarter finns listade i Catalogue of Life.